# Rebel Never Gets Old
"Rebel Never Gets Old" é um mashup das canções "Rebel Rebel" e "Never Get Old" produzido por Mark Vidler. A faixa foi lançada como single na Europa em 2004.

## Faixas

### CD: ISO-Columbia / COL 674971 (Europa)[2]
1. "Rebel Never Gets Old" (Radio Mix) 3:25
2. "Rebel Never Gets Old" (7th Heaven Edit) 4:19
3. "Rebel Never Gets Old" (7th Heaven Mix)
4. "Days" (Album version)